# Barbara von Minckwitz
Barbara Margarethe von Minckwitz (* 23. März 1950 in Berlin) ist eine deutsche Schauspielerin und  Rechtsanwältin.

## Leben
Barbara von Minckwitz entstammt dem alten osterländischen Adelsgeschlecht von Minckwitz und ist die Tochter des Rechtsanwalts und Notars Eberhard von Minckwitz und Margarete Koopmann (1916–2000). Sie absolvierte ein Studium der Rechtswissenschaften an der Freien Universität Berlin, war von 1980 bis 1992 in erster Ehe verheiratet und hat zwei erwachsene Kinder (eine Tochter, einen Sohn). Seit der Scheidung trägt sie wieder ihren Geburtsnamen. Seit 2000 ist sie in zweiter Ehe mit dem Kölner Notar Hans Henrici verheiratet.

## Fernsehserien
Von Minckwitz verkörperte die Rechtsanwältin in der 2002 bis 2007 bei RTL ausgestrahlten pseudo-dokumentarischen Gerichtsshow „Das Familiengericht“. In der vom 16. April 2012 bis 2013 auf Sat.1 ausgestrahlten Serie „Familien-Fälle“ spielte sie eine Richterin in Familiensachen. 2013 gab sie in der Serie „Stalker – Auf frischer Tat ertappt“ auf Sat.1 die Familienanwältin, außerdem wirkte sie seit 2014 bei der Sat.1-Scripted-Reality „Anwälte im Einsatz“ mit.